# Liberty Ross
Liberty Lettice Lark Ross (Londra, 5 settembre 1978) è una modella britannica.

## Carriera
Liberty Ross inizia a lavorare nel campo della moda giovanissima: ad appena sette anni compare nella campagna pubblicitaria dei gioielli Tiffany, e due anni dopo viene fotografata per la copertina di un album di Ozzy Osbourne. A quattordici anni viene notata presso il Virgin Store da Sarah Doukas, che le fa ottenere un contratto con la Storm Model Agency, ma la sua carriera di modella inizia ufficialmente solo nel 1995, quando viene fotografata da Mario Testino.
Nel 1999 debutta sulle passerelle parigine di Louis Vuitton e Sonia Rykiel, a cui seguiranno le sfilate con quasi tutti i più grandi marchi della moda come Bottega Veneta, Clements Ribeiro, Julien Macdonald, Kostas Murkudis, Anna Molinari, Blumarine, Chloé, Elspeth Gibson, Fendi, Lawrence Steele, Luella Bartley, Markus Lupfer, Matthew Williamson, Missoni e molti altri. Inoltre la Ross viene scelta come testimonial per Banana Republic, Burberry, il profumo Christian Dior SA Addict, Emanuel Ungaro Desnuda, Etro, Guerlain, Jil Sander Sensations, Nina Ricci, Sonia Rykiel e più recentemente Armani Jeans, Jitrois e Jimmy Choo.
Dopo essere comparsa sulle copertine di Citizen K, L'officiel, French Revue de Modes, Zoo Magazine, Marie Claire, Vogue (a cui collaborerà anche in veste di "guest editor"), The Face, I-D, Harper's Bazaar e Surface, Liberty Ross viene eletta nel 2000 "Modella dell'anno" dalla rivista Elle. Nel 2003 ha sposato Rupert Sanders, dal quale ha avuto due figli. Per via delle due gravidanze la modella smette temporaneamente di lavorare, salvo essere fotografata nel 2004 per il Calendario Pirelli. Il 28 settembre 2007 ha annunciato il suo ritorno sulle passerelle. Nel 2007 ha avuto un piccolo ruolo cameo nel film della Disney Come d'incanto.
Nel 2012 recita nel film Biancaneve e il cacciatore, dove interpreta la Regina Eleonora, madre di Biancaneve (Kristen Stewart).

## Vita privata
Sorella dei compositori Atticus Ross e Leopold Ross, nel 2002 sposa il regista Rupert Sanders, da cui ha avuto due figli, Skyla Lily Lake (2004) e Tennyson (2006). Liberty ha chiesto il divorzio dal marito dopo il tradimento di quest'ultimo con l'attrice Kristen Stewart. La coppia ha raggiunto un accordo circa la custodia dei figli e il mantenimento nel gennaio 2013.

## Filmografia

### Cinema
- War Requiem, regia di Derek Jarman (1989)
- Come d'incanto (Enchanted), regia di Kevin Lima (2007) - cameo
- Thinly Veiled, regia di Adolfo Doring (2009)
- W.E. - Edward e Wallis, regia di Madonna (2011)
- Biancaneve e il cacciatore (Snow White and the Huntsman), regia di Rupert Sanders (2012)

### Cortometraggi
- Enchantement, regia di Simon Aboud (2004)
- Dollywood, regia di Polly Borland (2012)
- The Spirit Game, regia di Craig Goodwill (2013)
- Sweetheart, regia di Miguel Angelo Pate (2015)
- Liberty, regia di Jimo Salako (2020)
- Jungle Red, regia di Jeremy Scott (2021)

### Videomusicali
- UNKLE: Follow Me Down (2010)

## Agenzie
- One Management
- Storm Model Agency - Londra
- D Management Group
- Marilyn Agency - New York, Parigi
- DNA Model Management